# Gospodarstvo Kosova
Gospodarstvo Kosova je tranzicijsko gospodarstvo i uvelike ovisi o vanjskoj pomoći.
Gospodarska aktivnost Kosova slaba je s BDP-om po glavi stanovnika od 13,964 dolara (2022.), po čemu je na posljednjem mjestu u Europi (predzadnja je Ukrajina). Ujedinjeni narodi izradili su gospodarski plan i pružili ekonomsku pomoć, ali ne može se govoriti o velikom uspjehu. Europska unija pružila je prilično značajnu pomoć, ali potrebe su i dalje ogromne. S ciljem pridruživanja Europskoj uniji, Kosovo je već jedna od zemalja koje de facto koriste euro.
Tijekom 1990-ih, ukidanje autonomnih institucija Kosova tada kao pokrajine bilo je praćeno lošom gospodarskom politikom, međunarodnim sankcijama, slabim pristupom vanjskoj trgovini i financijama te etničkim sukobima. Ti su čimbenici ozbiljno oštetili ionako slabo gospodarstvo. Od proglašenja neovisnosti 2008. godine, gospodarstvo Kosova raslo je svake godine, s relativno malim učincima globalne financijske krize. Postoje mnoge slabosti za njegov potencijal u budućnosti, mnoge od njih vezane su za njegov međunarodno sporni status. No, tu su i potencijalne prednosti, uključujući vrlo nisku razinu državnog duga (s obzirom da većinu povijesnih dugova još uvijek plaća Srbija), buduće obveze i snagu njezina bankovnog sustava (unatoč preostalim preprekama da se to koristi za produktivne zajmove).
Ekonomski problemi s kojima se Kosovo susreće brojni su. Službena stopa nezaposlenosti je 25,9%, što pogoduje sivoj ekonomiji na štetu javnih financija. Gospodarstvo Kosova vrlo je ovisno o Srbiji, a nisu u dobrim političkim odnosima. Kosovo se suočava s degradacijom i nedostatkom infrastrukture što je rat na Kosovu samo pogoršao. Distribucija električne energije često je u prekidu zbog nedostatka dovoljne mreže i proizvodnje. Glavna elektrana u zemlji, smještena u Obiliću, opskrbljena lignitom izvađenim u blizini, djelomično ne radi unatoč pomoći dobivenoj od Europske unije. Nepouzdanost elektroenergetske mreže ima posljedice za cjelokupno gospodarstvo, a posebno industriju. Procjenjuje se, da su doznake kosovske dijaspore činile oko 14 posto BDP-a, što se malo promijenilo u prethodnom desetljeću.
Privatni sektor dosta se brzo razvija, a javni sektor zaostaje. Kosovo je 29. lipnja 2009. postalo 186. država članica MMF-a. To je prva globalna institucija koja je integrirala Kosovo od njegove neovisnosti.
Šume Kosova čine oko 41% cijele površine teritorija Kosova. Većina šuma nalazi se na jugozapadu Kosova. Procjene pokazuju da je ukupna količina šumskog drveta oko 40 milijuna m3, oko 90 m3 drva po hektaru. Trepča je veliko ležište olovo-cinčane rude na Kosovu, koja obuhvaća zapadne, jugozapadne i južne dijelove Kopaonika. Jedna je od najvećih takvih ležišta u Europi. 